# Bologna Open 1993
L'ATP Bologna Outdoor 1993 è stato un torneo di tennis giocato sulla terra rossa. È stata la 9ª edizione dell'ATP Bologna Outdoor, che fa parte della categoria World Series nell'ambito dell'ATP Tour 1993. Si è giocato a Bologna in Italia, dal 17 al 25 maggio 1993.

## Campioni

### Singolare
Jordi Burillo ha battuto in finale  Andrej Čerkasov con il punteggio di 7–6(4), 6(7)–7, 6–1

### Doppio
Danie Visser /  Laurie Warder hanno battuto in finale  Luke Jensen /  Murphy Jensen con il punteggio di 4–6, 6–4, 6–4